# Plăvălari
Plăvălari – wieś w Rumunii, w okręgu Suczawa, w gminie Udești. W 2011 roku liczyła 1127 mieszkańców. 